# Şereflikoçhisar
Şereflikoçhisar là một huyện thuộc tỉnh Ankara, Thổ Nhĩ Kỳ, cách Ankara 148 km về phía nam. Theo thống kê năm 2010, huyện có dân số 35.9898, trong đó 29.091 người sống trong thị trấn Şereflikoçhisar và còn lại sống trong các làng xung quanh. Huyện này có diện tích 2.034 km², và nằm ở độ cao trung bình 900 đến 1.200 m, với đỉnh cao nhất là núi Karasenir ở 1.650 m.